# Chester (Iowa)
Chester é uma cidade localizada no estado americano de Iowa, no Condado de Howard.

## Demografia
Segundo o censo americano de 2000, a sua população era de 151 habitantes.
Em 2006, foi estimada uma população de 141, um decréscimo de 10 (-6.6%).

## Geografia
De acordo com o United States Census Bureau tem uma área de
3,5 km², dos quais 3,5 km² cobertos por terra e 0,0 km² cobertos por água.

## Localidades na vizinhança
O diagrama seguinte representa as localidades num raio de 24 km ao redor de Chester.